# Циммерман, Алоиз
Ало́из Ци́ммерман (нем. Alois Zimmerman, Alois Zimmermann) — швейцарский кёрлингист.
В составе мужской сборной Швейцарии участник двух чемпионатов мира (оба раза заняли шестое место). Четырёхкратный чемпион Швейцарии среди мужчин.
Играл на позициях первого, второго и  третьего.

## Достижения
- Чемпионат Швейцарии по кёрлингу среди мужчин: золото (1962, 1963, 1964, 1966).

## Команды
| Сезон   | Четвёртый      | Третий          | Второй           | Первый          | Турниры                      |
| ------- | -------------- | --------------- | ---------------- | --------------- | ---------------------------- |
| 1961—62 | Герольд Келлер | Франц Циммерман | Georg Rageth     | Алоиз Циммерман | ЧШМ 1962                     |
| 1962—63 | Герольд Келлер | Франц Циммерман | Алоиз Циммерман  | Франц Гернет    | ЧШМ 1963                     |
| 1963—64 | Герольд Келлер | Франц Циммерман | Вальтер Элеганти | Алоиз Циммерман | ЧШМ 1964                     |
| 1963—64 | Герольд Келлер | Франц Циммерман | Алоиз Циммерман  | Франц Гернет    | ЧМ 1964 (6 место)            |
| 1965—66 | Пауль Кундерт  | Алоиз Циммерман | Вальтер Элеганти | Вольф Леннарц   | ЧШМ 1966 · ЧМ 1966 (6 место) |

(скипы выделены полужирным шрифтом)